# Vágó Dezső
Vágó Dezső, születési és 1899-ig használt nevén Wallerstein Dezső (Budapest, 1882. február 4. – Budapest, 1945. január 22.) szobrász, iparművész, éremművész.

## Élete
Wallerstein Dávid nagyváradi származású kereskedő és Freund Hermina fiaként született. Loránfi Antal tanítványa volt az Iparművészeti Főiskolán (1897–1901), ahol együtt végzett Pásztor Jánossal és együtt mentek ki Párizsba. Ott szoros barátságot kötött Zádor Istvánnal és Heller Ödönnel. Az École des Beaux Arts és az École de Grande Chaumiere esti tanfolyamain képezte tovább magát. 1907-ben hazaköltözött és megnősült. Felesége Pick Margit festőművész volt, nászútra Olaszországba mentek. Múzeumokat néztek meg és Vedres Márk vendégei voltak Firenzében. 1919. október 7-én kikeresztelkedtek a református vallásra. Szabó Ervinnel, Madzsar Józseffel és Jászi Oszkárral a Társadalomtudományi Társaság alapításában vett részt.
Az első világháborúba mint önkéntes vonult be. 1915-ben Komáromban elkészítette a 7-es vártüzérek bronz domborművét, ami a komáromi Duna Menti Múzeum gyűjteményében található. Másfél évig az isonzói fronton volt, végül a sajtóhadiszállásra került, ahol megmintázta Svetozar Borojević táborszernagy mellszobrát.
Zománcművészettel is foglalkozott, főként a domborműves zománctechnikával, amiről szabadalmat is készített. 1902-től Párizsban dolgozott az iparművészeti tervezés és -mintázás területén. Tamás Henrik műgyűjtőnek is dolgozott.
Pályázatokon vett részt Budapesten, Párizsban és Londonban. 1907-ben a párizsi Szalonban plaketteket állított ki. Főként öntött plaketteket készített. A második világháború alatt budapesti műtermét bombatalálat érte, ami során munkáinak nagyrésze megsemmisült. Egy ismerősénél a Margit körúti Regent-házban kapott menedéket, ami viszont 1945. január 22-én a levegőbe repült és a 240 áldozat egyikeként lelte halálát.
Leánya Biró Ferencné Vágó Zsuzsa művészettörténész Nagymaroson. Két építészmérnök fia 1948-ban Kanadába (Montreal) emigrált.

## Díjai, elismerései
- 1906 I. díj a The Studio könyvtáblapályázatán
- 1907 Budapest főváros Ferenc József alapítványának iparművészeti díja
- az Iparművészeti Társaság nagydíja

## Művei és alkotásai
- 1912 Jászi Oszkár
- 1919 Iparművészeink szervezkedése. In: Györgyi Kálmán (szerk.): Magyar Iparművészet 22.